# Ypthima lycus
Ypthima lycus är en fjärilsart som beskrevs av De Nicéville 1889. Ypthima lycus ingår i släktet Ypthima och familjen praktfjärilar. Inga underarter finns listade i Catalogue of Life.